# Bugzilla
Bugzilla (Баґзілла) — система відстеження помилок і ведення завдань (англ. bugtracker tool) з вебоболонкою. Bugzilla написана мовою Perl, розробляється проектом Mozilla і поширюється під вільною ліцензією MPL. Окрім Mozilla, система Bugzilla також використовується для відстежування помилок у більшості великих вільних проектів, включаючи KDE, GNOME, FreeBSD, ядро Linux, Apache, LibreOffice, Eclipse, в компаніях Red Hat і SUSE.

## Загальний опис
Початково створена і використана у проекті Mozilla. Баґзілла була опублікована як відкрите програмне забезпечення компанією Netscape Communications в 1998 і прийнята багатьма організаціями для використання у ролі відслідковувача дефектів при створенні програмних продуктів.
Bugzilla опублікована з ліцензією Mozilla Public License, яка надає продукту статус відкритого коду та вільного використання.
Bugzilla добре продумана та відтестована, з першого погляду є доволі простою. З іншого погляду вона має все, що необхідно для ведення завдань та відстеження помилок у типовому проекті створення програмного продукту. Зараз Баґзіллою користуються понад триста великих компаній та організацій [Архівовано 23 березня 2007 у Wayback Machine.] по всьому світу. Серед них є такі відомі як: Alcatel-Lucent, AMD, AT&T, Orange, NASA, NATO, Nokia, Wikipedia, Yahoo!. Розробники користуються Баґзіллою при роботі у таких проектах як: Mozilla, ядро Linux, Gnome, KDE, Apache Software Foundation, Apache OpenOffice та Eclipse. У Вікіпедії помилки також відстежуються за допомогою Баґзілли.
Основним поняттям системи є баґ — завдання, запит, рекламація стосовно помилки в системі, чи просто повідомлення, яке вимагає зворотного зв'язку.

## Історія
Bugzilla була створена Террі Вайссманом у 1998 році для молодого проекту Mozilla.org, як програмне забезпечення з відкритим кодом, котре мало замінити внутрішню систему, що використовувалася в Netscape Communications для відслідковування та ведення помилок у пакеті Netscape Communicator.
Спочатку система була написана на TCL. Але Террі вирішив перекласти Баґзіллу на Perl перед тим як вона буде опублікована у вигляді частини відкритого коду Netscape, в надії на те, що більше людей зможе зробити свій внесок у розвиток системи, оскільки Perl на той час видавався популярнішим.
Bugzilla 2.0 була результатом перекладу на Perl. У квітні 2000 Вайссман передав керування проектом Тарі Гернандез. Під керівництвом Тари, деякі постійні розробники були зобов'язані взяти на себе більшу відповідальність, і розробка Bugzilla вийшла на новий колективний рівень. У липні 2001 перед лицем загрози позбавлення Тари інших обов'язків у Netscape, вона передала контроль над проектом Дейву Міллеру, котрий є незмінним керівником до тепер березня 2007.

## Системні вимоги
Для роботи Bugzilla вимагає:
- підтримка мови Perl (пакет релізу Perl 5)
- певні додаткові модулі Perl
- сумісну СУБД
- сумісний вебсервер
- поштовий клієнт з можливістю доступу, або ж просто SMTP сервер

На разі підтримуються бази даних MySQL, PostgreSQL, Oracle та SQLite. Bugzilla звичайно встановлюється на Linux та функціонує, використовуючи Apache HTTP Server, або будь-який вебсервер з підтримкою CGI, такі як Lighttpd, Hiawatha, Cherokee. Процес встановлення Баґзілли керується з командного рядка та запускає серії кроків, коли системні вимоги та сумісність системи є перевіреними.